# Estadio dos Arcos
El Estadio dos Arcos también llamado Estadio do Rio Ave FC es un estadio de fútbol ubicado en la ciudad de Vila do Conde, Portugal. Tiene una capacidad para 5 300 espectadores y unas dimensiones de 105x68m. En él disputa sus encuentros como local el Rio Ave FC, de la primera división de Portugal. 